# José Carlos Santos Saiani
José Carlos Santos Saiani (San Paolo, 11 aprile 1956) è un ex cestista brasiliano.

## Carriera
Con il Brasile ha disputato i Giochi olimpici di Mosca 1980 e i Campionati americani del 1980.

## Palmarès
- Coppa Intercontinentale: 1

EC Sírio: 1979